# Ixbiapan
Ixbiapan är en ort i Mexiko.   Den ligger i kommunen San Andrés Tuxtla och delstaten Veracruz, i den sydöstra delen av landet, 400 km öster om huvudstaden Mexico City. Ixbiapan ligger 265 meter över havet och antalet invånare är 191.
Terrängen runt Ixbiapan är huvudsakligen kuperad, men den allra närmaste omgivningen är platt. Runt Ixbiapan är det ganska tätbefolkat, med 83 invånare per kvadratkilometer. Närmaste större samhälle är San Andres Tuxtla, 2,7 km nordväst om Ixbiapan. Omgivningarna runt Ixbiapan är en mosaik av jordbruksmark och naturlig växtlighet.